# ألبرت أ. بليس
ألبرت أ. بليس هو محامي وسياسي أمريكي، ولد في 25 مارس 1812 في كانتون في الولايات المتحدة، وتوفي في 14 مايو 1893 في بلدة ليوني في الولايات المتحدة. نشط حزبياً في حزب اليمين والحزب الجمهوري. وقد انتخب أمين صندوق الدولة ‏ وانتخب عضو مجلس نواب أوهايو ‏.